# Qualifications des épreuves de cyclisme aux Jeux olympiques d'été de 2024
Pour un article plus général, voir Cyclisme aux Jeux olympiques d'été de 2024.
Cet article détaille la phase de qualification pour le cyclisme aux Jeux olympiques d'été de 2024.
Les détails complets sont disponibles sur le site du Comité international olympique (CIO), pour le cyclisme sur route, le cyclisme sur piste, le BMX racing, le BMX freestyle et le VTT.

## Résumé
Pour le cyclisme sur route, 180 cyclistes (90 par sexe) courront sur le parcours de Paris 2024. Chaque Comité national olympique (CNO) peut qualifier un maximum de huit coureurs (quatre par sexe) en cyclisme sur route avec des paramètres spécifiques : un maximum de quatre dans les courses sur route hommes et femmes et deux dans le contre-la-montre sur route hommes et femmes. La majorité des places sont attribuées à un nombre spécifique de coureurs par CNO sur la base du Classement mondial UCI par nations pour la période 2022-2023. 

En tant que pays hôte, la France obtient une place garantie par sexe dans la course en ligne. Les places libres sont réattribuées aux CNO éligibles suivants les mieux classés dans les épreuves susmentionnées en fonction de l'ordre national du classement mondial UCI d'ici le 17 octobre 2023. Des quotas sont également attribués aux deux pays les mieux classés des trois championnats continentaux 2023 (Afrique, Asie et Amériques) et du championnat du monde 2023 à Glasgow. 

Pour le contre-la-montre, trente-cinq places par sexe sont attribuées aux CNO classés de 1 à 25 au classement mondial UCI, en respectant la répartition continentale minimale. Les championnats du monde du contre-la-montre 2023 offrent également 10 places supplémentaires par sexe pour le contre-la-montre.
Au total, 190 cyclistes sur piste, hommes et femmes en nombre égal, courront sur le vélodrome de Paris 2024. Chaque CNO peut inscrire un maximum de quatorze cyclistes sur piste avec un nombre spécifique de coureurs attribués par épreuve : deux en vitesse individuelle et keirin, un seul coureur sur l'omnium, un quatuor de coureurs dans la poursuite par équipes, un trio sur la vitesse par équipes et un duo dans la course à l'américaine. Tous les quotas sont attribués en fonction des points obtenus lors de la période du classement olympique 2022 à 2024. Les places de quota par épreuve sont répertoriées comme suit : 
- Vitesse par équipes : 8 meilleures équipes de trois coureurs par sexe
- Vitesse individuelle : les CNO qualifiés pour la vitesse par équipes obtiennent un quota de 2 cyclistes, auxquels s'ajoutent les 7 meilleurs du classement de vitesse individuelle, ainsi que les 7 meilleures du classement du keirin (pour un total de 30 places)
- Keirin : les CNO qualifiés pour la vitesse par équipes obtiennent un quota de 2 cyclistes, auxquels s'ajoutent les 7 meilleurs du classement de vitesse individuelle, ainsi que les 7 meilleures du classement du keirin (pour un total de 30 places)
- Poursuite par équipes : 10 meilleures équipes de quatre coureurs par sexe
- Course à l'américaine :  les 10 CNO qualifiés en poursuite par équipes, auxquels s'ajoutent les 5 équipes suivantes les mieux placées au classement UCI par sexe (pour un total de 15 équipes)
- Omnium : les 15 CNO qualifiés en américaine, auxquels s'ajoutent les 7 équipes cyclistes les mieux placées au classement UCI par sexe (pour un total de 22 places)

Pour les épreuves de VTT, 36 places sont attribuées par sexe. La France bénéficie d'un quota par sexe en tant que pays hôte, 29 sont attribués via les classements UCI, 3 sont attribués par le biais des championnats continentaux (1 pour l'Afrique, les Amériques et l'Asie) et 4 sont attribués via les championnats du monde de VTT 2019 (2 pour les élites et 2 pour les moins de 23 ans).
En BMX freestyle, 12 places sont attribuées par sexe : 1 pour l'hôte, 6 via des séries d'épreuves qualificatives et 5 via les championnats du monde de cyclisme urbain 2022 et 2023.
En BMX racing, 24 places sont attribuées par sexe. La France bénéficie d'un quota par sexe en tant que pays hôte, 17 quotas sont attribués via les classements UCI par nations, 3 sont attribués par le biais des championnats continentaux (1 pour l'Afrique, les Amériques et l'Asie) et 2 sont attribués via les championnats du monde de BMX 2023 et 2024. Le dernier quota est réservé pour l'universalité.

## Période de qualification
Ce qui suit est une chronologie des événements qualificatifs pour les épreuves cyclistes des Jeux olympiques de 2024.
| Compétition   | Compétition                                                    | Date                           | Lieu              |
| ------------- | -------------------------------------------------------------- | ------------------------------ | ----------------- |
| Route         | Championnats d'Afrique de cyclisme sur route 2023              | 8-13 février 2023              | Accra             |
| Route         | Championnats panaméricains de cyclisme sur route de 2023       | 18-23 avril 2023               | Panama            |
| Route         | Championnats d'Asie de cyclisme sur route 2023                 | 7-13 juin 2023                 | Rayong            |
| Route         | Championnats du monde de cyclisme sur route 2023               | 3-13 août 2023                 | Glasgow           |
| Route         | Classement UCI sur route 2023                                  | 17 octobre 2023                | NC                |
| Piste         | Classements UCI sur piste 2022-2024                            | 15 avril 2024                  | NC                |
| VTT           | Championnats panaméricains de VTT 2023                         | 26-29 avril 2023               | Congonhas         |
| VTT           | Championnats d'Afrique de VTT 2023                             | 2-4 juin 2023                  | Johannesbourg     |
| VTT           | Championnats du monde de VTT 2023                              | 3-13 août 2023                 | Glasgow           |
| VTT           | Championnats d'Asie de VTT 2023                                | 26-28 octobre 2023             | Panchkula         |
| VTT           | Classements UCI de VTT                                         | 18 mai 2024                    | NC                |
| BMX freestyle | Championnats du monde de cyclisme urbain 2022                  | 9-13 novembre 2022             | Abou Dabi         |
| BMX freestyle | Championnats du monde de cyclisme urbain 2023                  | 3-13 août 2023                 | Glasgow           |
| BMX freestyle | Série d'épreuves de qualification olympique BMX freestyle (en) | 16-19 mai 2024 20-23 juin 2024 | Shanghai Budapest |
| BMX racing    | Championnats panaméricains de BMX 2023                         | 20 mai 2023                    | Riobamba          |
| BMX racing    | Championnats d'Asie de BMX 2023                                | 16 juillet 2023                | Tagaytay          |
| BMX racing    | Championnats du monde de BMX 2023                              | 3-13 août 2023                 | Glasgow           |
| BMX racing    | Championnats d'Afrique de BMX 2023                             | 4-5 novembre 2023              | Bulawayo          |
| BMX racing    | Championnats du monde de BMX 2024                              | 12-18 mai 2024                 | Rock Hill         |
| BMX racing    | Classements UCI de BMX racing                                  | 4 juin 2024                    | NC                |

## Répartition globale des places
Le tableau suivant montre les places de départ attribuées à 76 CNOs différents. La période de qualification est terminée. Les CNOs ont jusqu'au 8 juillet pour nommer leurs athlètes. Des redistributions peuvent toujours avoir lieu si une association renonce à l'une de ses places de départ.
Quatre places en cyclisme sur route sont allées à la Russie et à la Biélorussie. Les athlètes concernés sont sélectionnés par une commission du CIO et doivent concourir sous le nom d'« athlètes neutres individuels ». Le CIO a également nommé deux membres de l'équipe olympique des réfugiés pour les compétitions de cyclisme sur route.
La vitesse par équipes, la poursuite par équipes et la course à l'américaine sont des épreuves par équipe dans lesquelles plusieurs coureurs s'affrontent. Les places de quota étant limitées, des athlètes sur route et sur piste doivent parfois prendre le départ de plusieurs compétitions. Les places de quota par nation, c'est-à-dire le nombre d'athlètes éligibles pour prendre le départ, sont indiquées dans la colonne la plus à droite. Par exemple, la Finlande bénéficie de deux quotas sur route (course en ligne et contre-la-montre femmes), mais une seule athlète peut participer à ces deux épreuves.
| Nation                       | Route  | Route  | Route  | Route  | Piste  | Piste  | Piste  | Piste  | Piste  | Piste  | Piste  | Piste  | Piste  | Piste  | Piste  | Piste  | VTT | VTT | BMX    | BMX    | BMX       | BMX       | Total | Total |
| Nation                       | Hommes | Hommes | Femmes | Femmes | Hommes | Hommes | Hommes | Hommes | Hommes | Hommes | Femmes | Femmes | Femmes | Femmes | Femmes | Femmes | H   | F   | Racing | Racing | Freestyle | Freestyle | Q     | NB    |
| Nation                       | CEL    | CLM    | CEL    | CLM    | VE     | KE     | VI     | PE     | AM     | OM     | VE     | KE     | VI     | PE     | AM     | OM     | H   | F   | H      | F      | H         | F         | Q     | NB    |
| ---------------------------- | ------ | ------ | ------ | ------ | ------ | ------ | ------ | ------ | ------ | ------ | ------ | ------ | ------ | ------ | ------ | ------ | --- | --- | ------ | ------ | --------- | --------- | ----- | ----- |
| Afghanistan                  |        |        | 2      | 1      |        |        |        |        |        |        |        |        |        |        |        |        |     |     |        |        |           |           | 3     | 2     |
| Afrique du Sud               | 1      |        | 2      |        |        | 1      | 1      |        |        |        |        |        |        |        |        |        | 1   | 1   |        | 1      | 1         |           | 9     | 8     |
| Algérie                      | 1      |        | 1      |        |        |        |        |        |        |        |        |        |        |        |        |        |     |     |        |        |           |           | 2     | 2     |
| Allemagne                    | 2      | 1      | 3      | 2      | 1      | 2      | 2      | 1      | 1      | 1      | 1      | 2      | 2      | 1      | 1      | 1      | 2   | 1   | 1      | 1      |           | 1         | 30    | 25    |
| Argentine                    | 1      |        |        |        |        |        |        |        |        |        |        |        |        |        |        |        |     |     | 1      |        | 1         |           | 3     | 3     |
| Aruba                        |        |        |        |        |        |        |        |        |        |        |        |        |        |        |        |        |     |     |        | 1      |           |           | 1     | 1     |
| Athlètes individuels neutres | 1      | 1      | 3      | 2      |        |        |        |        |        |        |        |        |        |        |        |        |     |     |        |        |           |           | 7     | 4     |
| Athlètes réfugiés            |        | 1      | 1      |        |        |        |        |        |        |        |        |        |        |        |        |        |     |     |        |        |           |           | 2     | 2     |
| Australie                    | 3      | 1      | 3      | 1      | 1      | 2      | 2      | 1      | 1      | 1      |        | 2      | 2      | 1      | 1      | 1      |     | 1   | 1      | 2      | 1         | 1         | 29    | 25    |
| Autriche                     | 2      | 1      | 2      | 2      |        |        |        |        | 1      | 1      |        |        |        |        |        |        | 1   | 2   |        |        |           |           | 12    | 9     |
| Belgique                     | 4      | 2      | 4      | 1      |        |        |        | 1      | 1      | 1      |        | 2      | 2      |        | 1      | 1      | 2   | 1   | 1      | 1      |           |           | 25    | 21    |
| Brésil                       | 1      |        | 1      |        |        |        |        |        |        |        |        |        |        |        |        |        | 1   | 1   |        | 1      | 1         |           | 6     | 6     |
| Burkina Faso                 |        |        | 1      |        |        |        |        |        |        |        |        |        |        |        |        |        |     |     |        |        |           |           | 1     | 1     |
| Canada                       | 2      | 1      | 2      | 1      | 1      | 2      | 2      | 1      | 1      | 1      | 1      | 2      | 2      | 1      | 1      | 1      | 1   | 1   |        | 1      | 1         |           | 26    | 22    |
| Chili                        |        |        | 1      |        |        |        |        |        |        |        |        |        |        |        |        |        | 1   |     | 1      |        |           | 1         | 4     | 4     |
| Chine                        | 1      |        | 1      | 1      | 1      | 2      | 2      |        |        |        | 1      | 2      | 2      |        |        | 1      | 1   | 1   |        |        |           | 2         | 18    | 13    |
| Chypre                       |        |        | 1      |        |        |        |        |        |        |        |        |        |        |        |        |        |     |     |        |        |           |           | 1     | 1     |
| Colombie                     | 2      | 1      | 1      |        |        | 2      | 2      |        |        | 1      |        | 2      | 2      |        |        |        | 1   |     | 3      | 2      |           | 1         | 20    | 15    |
| Corée du Sud                 | 1      |        | 1      |        |        |        |        |        |        |        |        |        |        |        |        |        |     |     |        |        |           |           | 2     | 2     |
| Costa Rica                   |        |        | 1      |        |        |        |        |        |        |        |        |        |        |        |        |        |     |     |        |        |           |           | 1     | 1     |
| Croatie                      |        |        |        |        |        |        |        |        |        |        |        |        |        |        |        |        |     |     |        |        | 1         |           | 1     | 1     |
| Cuba                         |        |        | 1      |        |        |        |        |        |        |        |        |        |        |        |        |        |     |     |        |        |           |           | 1     | 1     |
| Danemark                     | 4      | 2      | 3      | 2      |        |        |        | 1      | 1      | 1      |        |        |        |        | 1      | 1      | 1   | 2   |        | 1      |           |           | 20    | 17    |
| Égypte                       |        |        |        |        |        |        |        |        |        | 1      |        |        |        |        |        | 1      |     |     |        |        |           |           | 2     | 2     |
| Émirats arabes unis          |        |        | 1      |        |        |        |        |        |        |        |        |        |        |        |        |        |     |     |        |        |           |           | 1     | 1     |
| Équateur                     | 1      |        |        |        |        |        |        |        |        |        |        |        |        |        |        |        |     |     | 1      |        |           |           | 2     | 2     |
| Érythrée                     | 1      | 1      |        |        |        |        |        |        |        |        |        |        |        |        |        |        |     |     |        |        |           |           | 2     | 1     |
| Espagne                      | 3      | 1      | 2      | 1      |        |        |        |        | 1      | 1      |        |        |        |        |        |        | 2   |     |        |        |           |           | 11    | 9     |
| Estonie                      | 1      |        |        |        |        |        |        |        |        |        |        |        |        |        |        |        |     | 1   |        |        |           |           | 2     | 2     |
| États-Unis                   | 3      | 2      | 2      | 2      |        |        |        |        |        | 1      |        |        |        | 1      | 1      | 1      | 2   | 2   | 2      | 3      | 2         | 2         | 26    | 23    |
| Finlande                     |        |        | 1      | 1      |        |        |        |        |        |        |        |        |        |        |        |        | 1   |     |        |        |           |           | 3     | 2     |
| France                       | 4      | 1      | 3      | 2      | 1      | 2      | 2      | 1      | 1      | 1      |        | 2      | 2      | 1      | 1      | 1      | 2   | 2   | 3      | 1      | 1         | 1         | 35    | 30    |
| Grande-Bretagne              | 4      | 2      | 4      | 2      | 1      | 2      | 2      | 1      | 1      | 1      | 1      | 2      | 2      | 1      | 1      | 1      | 2   | 2   | 1      | 1      | 1         | 1         | 36    | 30    |
| Grèce                        | 1      |        |        |        |        |        |        |        |        |        |        |        |        |        |        |        |     |     |        |        |           |           | 1     | 1     |
| Hong Kong                    | 1      |        | 1      |        |        |        |        |        |        |        |        |        |        |        |        | 1      |     |     |        |        |           |           | 3     | 3     |
| Hongrie                      | 1      | 1      | 1      |        |        |        |        |        |        |        |        |        |        |        |        |        |     | 1   |        |        |           |           | 4     | 3     |
| Indonésie                    |        |        |        |        |        |        |        |        |        | 1      |        |        |        |        |        |        |     |     |        |        |           |           | 1     | 1     |
| Iran                         | 1      |        |        |        |        |        |        |        |        |        |        |        |        |        |        |        |     |     |        |        |           |           | 1     | 1     |
| Irlande                      | 2      | 1      | 1      |        |        |        |        |        |        |        |        |        |        | 1      | 1      | 1      |     |     |        |        |           |           | 7     | 7     |
| Israël                       | 1      |        | 1      |        |        | 1      | 1      |        |        |        |        |        |        |        |        |        | 1   |     |        |        |           |           | 5     | 4     |
| Italie                       | 3      | 2      | 4      | 1      |        |        |        | 1      | 1      | 1      |        | 2      | 2      | 1      | 1      | 1      | 2   | 2   | 1      |        |           |           | 25    | 22    |
| Japon                        | 1      |        | 1      |        | 1      | 2      | 2      | 1      | 1      | 1      |        | 2      | 2      | 1      | 1      | 1      |     | 1   |        | 1      | 1         |           | 20    | 18    |
| Kazakhstan                   | 2      | 1      |        |        |        | 1      | 1      |        |        |        |        |        |        |        |        |        |     |     |        |        |           |           | 5     | 3     |
| Lettonie                     | 1      |        | 1      |        |        |        |        |        |        |        |        |        |        |        |        |        | 1   |     | 1      | 1      | 1         |           | 6     | 6     |
| Liechtenstein                |        |        |        |        |        |        |        |        |        |        |        |        |        |        |        |        | 1   |     |        |        |           |           | 1     | 1     |
| Lituanie                     |        |        | 1      |        |        | 1      | 1      |        |        |        |        |        |        |        |        | 1      |     |     |        |        |           |           | 4     | 3     |
| Luxembourg                   | 1      |        | 1      |        |        |        |        |        |        |        |        |        |        |        |        |        |     |     |        |        |           |           | 2     | 2     |
| Malaisie                     |        |        | 1      |        |        | 2      | 2      |        |        |        |        | 1      | 1      |        |        |        |     |     |        |        |           |           | 7     | 4     |
| Maroc                        | 1      | 1      |        |        |        |        |        |        |        |        |        |        |        |        |        |        |     |     | 1      |        |           |           | 3     | 2     |
| Maurice                      | 1      |        | 1      |        |        |        |        |        |        |        |        |        |        |        |        |        |     | 1   |        |        |           |           | 3     | 3     |
| Mexique                      |        |        | 1      |        |        |        |        |        |        | 1      | 1      | 2      | 2      |        |        | 1      | 1   | 1   |        |        |           |           | 10    | 8     |
| Mongolie                     | 1      | 1      |        |        |        |        |        |        |        |        |        |        |        |        |        |        |     |     |        |        |           |           | 2     | 1     |
| Namibie                      |        |        | 1      |        |        |        |        |        |        |        |        |        |        |        |        |        | 1   |     |        |        |           |           | 2     | 2     |
| Nigeria                      |        |        | 1      |        |        |        |        |        |        |        |        | 1      | 1      |        |        |        |     |     |        |        |           |           | 3     | 2     |
| Norvège                      | 2      | 2      | 2      |        |        |        |        |        |        |        |        |        |        |        |        | 1      | 1   |     |        |        |           |           | 8     | 6     |
| Nouvelle-Zélande             | 2      | 1      | 2      | 1      |        | 1      | 1      | 1      | 1      | 1      | 1      | 2      | 2      | 1      | 1      | 1      | 1   | 1   | 1      | 1      |           |           | 23    | 20    |
| Ouganda                      | 1      |        |        |        |        |        |        |        |        |        |        |        |        |        |        |        |     |     |        |        |           |           | 1     | 1     |
| Ouzbékistan                  | 1      |        | 2      | 1      |        |        |        |        |        |        |        |        |        |        |        |        |     |     |        |        |           |           | 4     | 3     |
| Panama                       | 1      |        |        |        |        |        |        |        |        |        |        |        |        |        |        |        |     |     |        |        |           |           | 1     | 1     |
| Pays-Bas                     | 3      | 1      | 4      | 2      | 1      | 2      | 2      |        | 1      | 1      | 1      | 2      | 2      |        | 1      | 1      |     | 2   | 2      | 3      |           |           | 31    | 24    |
| Pologne                      | 1      | 1      | 3      | 2      |        | 1      | 1      |        |        | 1      | 1      | 2      | 2      |        | 1      | 1      | 1   | 1   |        |        |           |           | 19    | 13    |
| Portugal                     | 2      | 2      | 1      |        |        |        |        |        | 1      | 1      |        |        |        |        |        | 1      |     | 1   |        |        |           |           | 9     | 7     |
| Rwanda                       | 1      |        | 1      | 1      |        |        |        |        |        |        |        |        |        |        |        |        |     | 1   |        |        |           |           | 4     | 3     |
| Roumanie                     |        |        |        |        |        |        |        |        |        |        |        |        |        |        |        |        | 1   |     |        |        |           |           | 1     | 1     |
| Serbie                       | 1      |        | 1      |        |        |        |        |        |        |        |        |        |        |        |        |        |     |     |        |        |           |           | 2     | 2     |
| Slovaquie                    | 1      |        | 1      | 1      |        |        |        |        |        |        |        |        |        |        |        |        |     |     |        |        |           |           | 3     | 2     |
| Slovénie                     | 4      | 1      | 2      | 2      |        |        |        |        |        |        |        |        |        |        |        |        |     | 1   |        |        |           |           | 10    | 7     |
| Suède                        | 1      |        | 1      |        |        |        |        |        |        |        |        |        |        |        |        |        |     | 1   |        |        |           |           | 3     | 3     |
| Suisse                       | 2      | 2      | 4      | 1      |        |        |        |        |        | 1      |        |        |        |        | 1      | 1      | 2   | 2   | 2      | 2      |           | 1         | 21    | 18    |
| Suriname                     |        |        |        |        |        | 1      | 1      |        |        |        |        |        |        |        |        |        |     |     |        |        |           |           | 2     | 1     |
| Tchéquie                     | 1      | 1      | 1      | 1      |        |        |        |        | 1      | 1      |        |        |        |        |        |        | 1   | 1   |        |        |           | 1         | 9     | 7     |
| Thaïlande                    | 1      |        | 1      | 1      |        | 1      | 1      |        |        |        |        |        |        |        |        |        |     |     | 1      |        |           |           | 6     | 4     |
| Trinité-et-Tobago            |        |        |        |        |        | 2      | 2      |        |        |        |        |        |        |        |        |        |     |     |        |        |           |           | 4     | 2     |
| Turquie                      | 1      |        |        |        |        |        |        |        |        |        |        |        |        |        |        |        |     |     |        |        |           |           | 1     | 1     |
| Ukraine                      | 1      |        | 1      | 1      |        |        |        |        |        |        |        |        |        |        |        |        | 1   | 1   |        |        |           |           | 5     | 4     |
| Uruguay                      | 1      |        |        |        |        |        |        |        |        |        |        |        |        |        |        |        |     |     |        |        |           |           | 1     | 1     |
| Venezuela                    | 1      |        |        |        |        |        |        |        |        |        |        |        |        |        |        |        |     |     |        |        |           |           | 1     | 1     |
| Viêt Nam                     |        |        | 1      |        |        |        |        |        |        |        |        |        |        |        |        |        |     |     |        |        |           |           | 1     | 1     |
| Total: 76 CNOs               | 90     | 36     | 93     | 36     | 8      | 30     | 30     | 10     | 15     | 22     | 8      | 30     | 30     | 10     | 15     | 22     | 36  | 36  | 24     | 24     | 12        | 12        | 629   | 518   |

## Cyclisme sur route

### Course en ligne
| Compétition                      | Rang  | Qualifiés | Athlètes par CNO |
| -------------------------------- | ----- | --- | ---------------- |
| Pays hôte                        | —     | — | 0                |
| Classement mondial UCI           | 1-5   | Belgique Danemark Slovénie Grande-Bretagne France | 4                |
| Classement mondial UCI           | 6-10  | Espagne Pays-Bas Italie Australie États-Unis | 3                |
| Classement mondial UCI           | 11-20 | Suisse Portugal Colombie Norvège Allemagne Autriche Irlande Canada Kazakhstan Nouvelle-Zélande | 2                |
| Classement mondial UCI           | 21-45 | Érythrée Athlètes individuels neutres Équateur Pologne Lettonie Maroc Tchéquie Hongrie Mongolie Japon Algérie Slovaquie Ouzbékistan Luxembourg Grèce Afrique du Sud Venezuela Israël Estonie Turquie Panama Thaïlande Argentine Ukraine Chine | 1                |
| Championnats du monde 2023       | 1     | Suède | 1                |
| Championnats d'Afrique 2023      | 2     | Maurice Ouganda | 1                |
| Championnats d'Asie 2023         | 2     | Corée du Sud Iran | 1                |
| Championnats panaméricains 2023  | 2     | Uruguay Brésil | 1                |
| Ré-allocation de quota inutilisé |       | Rwanda Hong Kong Serbie | 1                |
| Total                            |       | | 90               |

| Compétition                      | Rang  | Qualifiés | Athlètes par CNO |
| -------------------------------- | ----- | --- | ---------------- |
| Pays hôte                        | —     | — | 0                |
| Classement mondial UCI           | 1-5   | Pays-Bas Italie Belgique Suisse Grande-Bretagne | 4                |
| Classement mondial UCI           | 6-10  | Grande-Bretagne Australie France Allemagne Canada | 3                |
| Classement mondial UCI           | 11-20 | États-Unis Canada Autriche Nouvelle-Zélande Espagne Afrique du Sud Ouzbékistan Norvège Slovénie Athlètes individuels neutres                                                                                                   | 2                |
| Classement mondial UCI           | 21-45 | Chine Finlande Ukraine Thaïlande Colombie Luxembourg Suède Tchéquie Hong Kong Cuba Corée du Sud Rwanda Irlande Athlètes individuels neutres Serbie Slovaquie Maurice Brésil Chili Algérie Namibie Chypre Japon Israël Portugal | 1                |
| Championnats du monde 2023       | 2     | Hongrie Lettonie | 1                |
| Championnats d'Afrique 2023      | 2     | Nigeria Burkina Faso | 1                |
| Championnats d'Asie 2023         | 2     | Viêt Nam Malaisie | 1                |
| Championnats panaméricains 2023  | 2     | Mexique Costa Rica | 1                |
| Ré-allocation de quota inutilisé |       | Émirats arabes unis Lituanie | 1                |
| Invitation                       |       | Eyeru Tesfoam Gebru (ROT) Fariba Hashimi (AFG) Yulduz Hashimi (AFG) | 1                |
| Total                            |       | | 93               |

### Contre-la-montre
| Compétition                      | Rang | Qualifiés | Athlètes par CNO |
| -------------------------------- | ---- | --- | ---------------- |
| Classement mondial UCI           | 1-25 | Belgique Danemark Slovénie Grande-Bretagne France Espagne Pays-Bas Italie Australie États-Unis Suisse Portugal Colombie Norvège Allemagne Autriche Irlande Canada Kazakhstan Nouvelle-Zélande Érythrée Équateur Athlètes individuels neutres Maroc** Mongolie** | 1                |
| Championnats du monde 2023       | 1-10 | Belgique Italie Grande-Bretagne États-Unis Portugal Australie Danemark Norvège Suisse Canada | 1                |
| Ré-allocation de quota inutilisé |      | Pologne Tchéquie Hongrie | 1                |
| Invitation                       |      | Amir Ansari (ROT) | 1                |
| Total                            |      | | 36               |

| Compétition                      | Rang | Qualifiés | Athlètes par CNO |
| -------------------------------- | ---- | --- | ---------------- |
| Classement mondial UCI           | 1-25 | Pays-Bas Italie Belgique Suisse Pologne Grande-Bretagne Australie France Allemagne Canada Danemark États-Unis Autriche Nouvelle-Zélande Espagne Afrique du Sud Ouzbékistan Norvège Slovénie Chine Athlètes individuels neutres Finlande Ukraine Thaïlande Rwanda** | 1                |
| Championnats du monde 2023       | 1-10 | États-Unis Australie Autriche Grande-Bretagne France Pays-Bas Pologne Allemagne Slovénie Danemark | 1                |
| Ré-allocation de quota inutilisé |      | Tchéquie Athlètes individuels neutres Slovaquie | 1                |
| Invitation                       |      | Afghanistan | 1                |
| Total                            |      | | 36               |

** Qualifié en tant que représentant continental

## Cyclisme sur piste

### Vitesse par équipes
| Compétition                    | Rang  | Qualifiés                                                              | Équipes par CNO |
| ------------------------------ | ----- | ---------------------------------------------------------------------- | --------------- |
| Classement olympique 2022-2024 | 1 à 8 | Australie Pays-Bas Japon France Grande-Bretagne Chine Allemagne Canada | 1               |
| Total                          |       |                                                                        | 8               |

| Compétition                    | Rang  | Qualifiés                                                                        | Équipes par CNO |
| ------------------------------ | ----- | -------------------------------------------------------------------------------- | --------------- |
| Classement olympique 2022-2024 | 1 à 8 | Allemagne Grande-Bretagne Chine Pays-Bas Mexique Pologne Nouvelle-Zélande Canada | 1               |
| Total                          |       |                                                                                  | 8               |

### Vitesse individuelle
| Compétition                             | Rang  | Qualifiés                                                                                 | Athlètes par CNO |
| --------------------------------------- | ----- | ----------------------------------------------------------------------------------------- | ---------------- |
| CNO qualifié via la vitesse par équipes | –     | Australie Pays-Bas Japon France Grande-Bretagne Chine Allemagne Canada                    | 2                |
| Classement olympique 2022-2024          | 1 à 7 | Trinité-et-Tobago Pologne Israël Suriname Malaisie Lituanie Colombie Afrique du Sud*      | 1                |
| CNO qualifié pour le keirin             | –     | Malaisie Colombie Nouvelle-Zélande Trinité-et-Tobago Suriname Israël Thaïlande Kazakhstan | 1                |
| Total                                   |       |                                                                                           | 30               |

| Compétition                             | Rang  | Qualifiés                                                                        | Athlètes par CNO |
| --------------------------------------- | ----- | -------------------------------------------------------------------------------- | ---------------- |
| CNO qualifié via la vitesse par équipes | –     | Allemagne Grande-Bretagne Chine Pays-Bas Mexique Pologne Nouvelle-Zélande Canada | 2                |
| Classement olympique 2022-2024          | 1 à 7 | France Japon Colombie Italie Australie Belgique Égypte Nigeria*                  | 1                |
| CNO qualifié pour le keirin             | –     | Colombie Japon France Belgique Australie Italie Malaisie                         | 1                |
| Total                                   |       |                                                                                  | 30               |

* Qualifié comme représentant continental

### Keirin
| Compétition                             | Rang  | Qualifiés                                                                                 | Athlètes par CNO |
| --------------------------------------- | ----- | ----------------------------------------------------------------------------------------- | ---------------- |
| CNO qualifié via la vitesse par équipes | –     | Australie Pays-Bas Japon France Grande-Bretagne Chine Allemagne Canada                    | 2                |
| Classement olympique 2022-2024          | 1 à 7 | Malaisie Colombie Nouvelle-Zélande Trinité-et-Tobago Suriname Israël Thaïlande Kazakhstan | 1                |
| CNO qualifié pour la vitesse            | –     | Trinité-et-Tobago Pologne Israël Suriname Malaisie Lituanie Colombie Afrique du Sud*      | 1                |
| Total                                   |       |                                                                                           | 30               |

| Compétition                             | Rang  | Qualifiés                                                                        | Athlètes par CNO |
| --------------------------------------- | ----- | -------------------------------------------------------------------------------- | ---------------- |
| CNO qualifié via la vitesse par équipes | –     | Allemagne Grande-Bretagne Chine Pays-Bas Mexique Pologne Nouvelle-Zélande Canada | 2                |
| Classement olympique 2022-2024          | 1 à 7 | Colombie Japon France Belgique Australie Italie Malaisie                         | 1                |
| CNO qualifié pour la vitesse            | –     | France Japon Colombie Italie Australie Belgique Égypte Nigeria*                  | 1                |
| Total                                   |       |                                                                                  | 30               |

* Qualifié comme représentant continental

### Poursuite par équipes
| Compétition                    | Rang   | Qualifiés                                                                                         | Équipes par CNO |
| ------------------------------ | ------ | ------------------------------------------------------------------------------------------------- | --------------- |
| Classement olympique 2022-2024 | 1 à 10 | Danemark Nouvelle-Zélande Australie Italie France Grande-Bretagne Japon Canada Allemagne Belgique | 1               |
| Total                          |        |                                                                                                   | 10              |

| Compétition                    | Rang   | Qualifiés                                                                                          | Équipes par CNO |
| ------------------------------ | ------ | -------------------------------------------------------------------------------------------------- | --------------- |
| Classement olympique 2022-2024 | 1 à 10 | Nouvelle-Zélande Grande-Bretagne Italie Australie Canada États-Unis France Allemagne Irlande Japon | 1               |
| Total                          |        | | 10              |

### Américaine
| Compétition                               | Rang  | Qualifiés                                                                                         | Équipes par CNO |
| ----------------------------------------- | ----- | ------------------------------------------------------------------------------------------------- | --------------- |
| CNO qualifié via la poursuite par équipes | –     | Danemark Nouvelle-Zélande Australie Italie France Grande-Bretagne Japon Canada Allemagne Belgique | 1               |
| Classement olympique 2022-2024            | 1 à 5 | Pays-Bas Portugal Espagne Tchéquie Autriche                                                       | 1               |
| Total                                     |       |                                                                                                   | 15              |

| Compétition                               | Rang  | Qualifiés                                                                                          | Équipes par CNO |
| ----------------------------------------- | ----- | -------------------------------------------------------------------------------------------------- | --------------- |
| CNO qualifié via la poursuite par équipes | –     | Nouvelle-Zélande Grande-Bretagne Italie Australie Canada États-Unis France Allemagne Irlande Japon | 1               |
| Classement olympique 2022-2024            | 1 à 5 | Danemark Pologne Pays-Bas Suisse Belgique                                                          | 1               |
| Total                                     |       | | 15              |

### Omnium
| Compétition                                | Rang  | Qualifiés | Athlètes par CNO |
| ------------------------------------------ | ----- | --- | ---------------- |
| CNO qualifié directement pour l'américaine | –     | Danemark Nouvelle-Zélande Australie Italie France Grande-Bretagne Japon Canada Allemagne Belgique Pays-Bas Portugal Espagne Tchéquie Autriche | 1                |
| Classement olympique 2022-2024             | 1 à 7 | États-Unis Pologne Suisse Colombie Mexique Indonésie Égypte*                                                                                  | 1                |
| Total                                      |       | | 22               |

| Compétition                                | Rang  | Qualifiés | Athlètes par CNO |
| ------------------------------------------ | ----- | --- | ---------------- |
| CNO qualifié directement pour l'américaine | –     | Nouvelle-Zélande Grande-Bretagne Italie Australie Canada États-Unis France Allemagne Irlande Japon Danemark Pologne Pays-Bas Suisse Belgique | 1                |
| Classement olympique 2022-2024             | 1 à 7 | Norvège Portugal Lituanie Chine Hong Kong Mexique Égypte*                                                                                    | 1                |
| Total                                      |       | | 22               |

* Qualifié comme représentant continental

## VTT cross-country
| Compétition                        | Rang   | Qualifiés                                                                                               | Athlètes par CNO |
| ---------------------------------- | ------ | --- | ---------------- |
| Pays hôte                          | NC     | NC | NC               |
| Classement UCI 2024                | 1 à 8  | Suisse France Italie Espagne États-Unis Allemagne Belgique Grande-Bretagne                              | 2                |
| Classement UCI 2024                | 9 à 19 | Brésil Danemark Canada Nouvelle-Zélande Afrique du Sud Autriche Norvège Chili Pologne Roumanie Tchéquie | 1                |
| Championnats d'Afrique 2023        | 1      | Namibie                                                                                                 | 1                |
| Championnats d'Asie 2023           | 1      | Chine                                                                                                   | 1                |
| Championnats panaméricains 2023    | 1      | Mexique                                                                                                 | 1                |
| Championnats du monde 2023, élites | 2      | Lettonie Colombie                                                                                       | 1                |
| Championnats du monde 2023, U23    | 2      | Pays-Bas Suède Ukraine Finlande                                                                         | 1                |
| Universalité                       | NC     | Liechtenstein                                                                                           | 1                |
| Ré-allocation de quota inutilisé   | NC     | Israël                                                                                                  | 1                |
| Total                              |        | | 36               |

| Compétition                        | Rang   | Qualifiés                                                                                        | Athlètes par CNO |
| ---------------------------------- | ------ | ------------------------------------------------------------------------------------------------ | ---------------- |
| Pays hôte                          | NC     | NC                                                                                               | NC               |
| Classement UCI 2024                | 1 à 8  | Suisse France États-Unis Pays-Bas Italie Autriche Danemark Grande-Bretagne                       | 2                |
| Classement UCI 2024                | 9 à 19 | Allemagne Brésil Australie Canada Suède Tchéquie Pologne Estonie Ukraine Portugal Afrique du Sud | 1                |
| Championnats d'Afrique 2023        | 1      | Maurice                                                                                          | 1                |
| Championnats d'Asie 2023           | 1      | Chine                                                                                            | 1                |
| Championnats panaméricains 2023    | 1      | Mexique                                                                                          | 1                |
| Championnats du monde 2023, élites | 2      | Slovénie Hongrie                                                                                 | 1                |
| Championnats du monde 2023, U23    | 2      | Nouvelle-Zélande Japon                                                                           | 1                |
| Universalité                       | NC     | Rwanda                                                                                           | 1                |
| Ré-allocation de quota inutilisé   | NC     | Belgique                                                                                         | 1                |
| Total                              |        |                                                                                                  | 36               |

## BMX

### Freestyle
| Compétition                                 | Quotas | Pays qualifiés  | Athlète sélectionné         |
| ------------------------------------------- | ------ | --------------- | --------------------------- |
| Pays hôte                                   | NC     | NC              | NC                          |
| Série d'épreuves de qualification olympique | 6      | France          | Anthony Jeanjean            |
| Série d'épreuves de qualification olympique | 6      | Grande-Bretagne | Kieran Reilly               |
| Série d'épreuves de qualification olympique | 6      | États-Unis      | Marcus Christopher          |
| Série d'épreuves de qualification olympique | 6      | Brésil          | Gustavo Batista de Oliveira |
| Série d'épreuves de qualification olympique | 6      | États-Unis      | Justin Dowell               |
| Série d'épreuves de qualification olympique | 6      | Croatie         | Marin Ranteš                |
| Championnats du monde 2022                  | 2      | Japon           |                             |
| Championnats du monde 2022                  | 2      | Australie       |                             |
| Championnats du monde 2023                  | 3      | Afrique du Sud  |                             |
| Championnats du monde 2023                  | 3      | Argentine       |                             |
| Championnats du monde 2023                  | 3      | Canada          |                             |
| Réallocation du quota du pays organisateur  | 1      | Lettonie        | Ernests Zēbolds             |
| Total                                       | 12     |                 |                             |

| Compétition                                 | Quotas | Pays qualifiés  | Athlète sélectionné |
| ------------------------------------------- | ------ | --------------- | ------------------- |
| Pays hôte                                   | NC     | France          | Laury Perez         |
| Série d'épreuves de qualification olympique | 6      | États-Unis      | Hannah Roberts      |
| Série d'épreuves de qualification olympique | 6      | Chine           | Sun Jiaqi           |
| Série d'épreuves de qualification olympique | 6      | Chine           | Deng Yawen          |
| Série d'épreuves de qualification olympique | 6      | États-Unis      | Perris Benegas      |
| Série d'épreuves de qualification olympique | 6      | Suisse          | Nikita Ducarroz     |
| Série d'épreuves de qualification olympique | 6      | Australie       | Natalya Diehm       |
| Championnats du monde 2022                  | 2      | Suisse          |                     |
| Championnats du monde 2022                  | 2      | Tchéquie        |                     |
| Championnats du monde 2023                  | 3      | Grande-Bretagne |                     |
| Championnats du monde 2023                  | 3      | Colombie        | Queensaray Villegas |
| Championnats du monde 2023                  | 3      | Allemagne       |                     |
| Total                                       | 12     |                 |                     |

### Racing
| Compétition                                | Rang   | Qualifiés                                                     | Athlètes par CNO |
| ------------------------------------------ | ------ | ------------------------------------------------------------- | ---------------- |
| Classement UCI olympique                   | 1 à 2  | France Colombie                                               | 3                |
| Classement UCI olympique                   | 3 à 5  | Suisse Pays-Bas États-Unis                                    | 2                |
| Classement UCI olympique                   | 6 à 10 | Grande-Bretagne Australie Argentine Nouvelle-Zélande Belgique | 1                |
| Championnats d'Afrique de BMX 2023         | 1      | Maroc                                                         | 1                |
| Championnats d'Asie de BMX 2023            | 1      | Thaïlande                                                     | 1                |
| Championnats panaméricains de BMX 2023     | 1      | Équateur                                                      | 1                |
| Championnats du monde de BMX 2023          | 1      | Lettonie                                                      | 1                |
| Championnats du monde de BMX 2024          | 1      | Chili                                                         | 1                |
| Réallocation du quota du pays organisateur | 1      | Allemagne                                                     | 1                |
| Réallocation du quota pour l'universalité  | 1      | Italie                                                        | 1                |
| Total                                      |        |                                                               | 24               |

| Compétition                                        | Rang   | Qualifiés                                       | Athlètes par CNO |
| -------------------------------------------------- | ------ | ----------------------------------------------- | ---------------- |
| Classement UCI olympique                           | 1 à 2  | Pays-Bas États-Unis                             | 3                |
| Classement UCI olympique                           | 3 à 5  | Suisse Australie Colombie                       | 2                |
| Classement UCI olympique                           | 6 à 10 | Grande-Bretagne France Danemark Canada Belgique | 1                |
| Championnats d'Afrique de BMX 2023                 | 1      | NC                                              | 0                |
| Championnats d'Asie de BMX 2023                    | 1      | Japon                                           | 1                |
| Championnats panaméricains de BMX 2023             | 1      | Brésil                                          | 1                |
| Championnats du monde de BMX 2023                  | 1      | Allemagne                                       | 1                |
| Championnats du monde de BMX 2024                  | 1      | Nouvelle-Zélande                                | 1                |
| Réallocation du championnats d'Afrique de BMX 2023 | 1      | Afrique du Sud                                  | 1                |
| Réallocation du quota du pays organisateur         | 1      | Lettonie                                        | 1                |
| Quota pour l'universalité                          | 1      | Aruba                                           | 1                |
| Total                                              |        |                                                 | 24               |